# 富士通
富士通株式会社（ふじつう、英: Fujitsu Limited）は、神奈川県川崎市中原区に本社を置く日本の総合電機メーカー兼総合ITベンダー。通信システム、情報処理システムおよび電子デバイスの製造・販売ならびにそれらに関するサービスの提供を行っている。日経平均株価およびTOPIX Large70、JPX日経インデックス400の構成銘柄の一つ。
ITサービス提供企業としては、国内シェア1位、世界10位（2022年）の売上高。2015年には、国内1位、世界4位（2015年）であった。

## 概要
古河電気工業、古河機械金属、富士電機とともに古河グループの中核企業である。
グローバル（世界100か国以上）にビジネスを展開し、約12万人の連結従業員と3246億円を超える資本金を擁し、売上高3兆5800億円を超える大手企業である（2021年時点）。理化学研究所と共同開発したスーパーコンピュータ「富岳」が、計算速度のランキングで世界首位を獲得した（2020年時点）。環境保全に積極的であり、世界有数のICT専門誌『Computerworld』の‘グリーンIT ベンダートップ12社’（IT機器における省エネと電力を節約してCO2排出を減少させる技術の利用において最も優れているITベンダーのランキング）で、2年連続で世界首位を獲得した（2011年時点）。また「非接触型 手のひら静脈認証」などの世界初の商品を開発し、第17回 顧客満足度調査（調査：日経コンピュータ）のハードウェア分野において8部門中6部門で首位を獲得するなど高い商品力を誇る。
これまでの人生において何らかの高い実績を上げた人が対象である『Challenge & Innovation採用』（新卒採用）を2010年度に新設した。その採用ではラクロスやアーティスティックスイミングの日本代表選手、俳句や囲碁で学生日本一になった者、また現役で公認会計士試験に合格した者や国際的なビジネスコンテストで優勝を果たした者など、幅広い層の人材を獲得することに成功している。また国内のIT業界・就職人気企業ランキングのメーカー部門で首位、総合部門で第2位にランクインするなど高い人気を誇っている（2011年時点）。
米FORTUNE誌の2023年版「世界で最も賞賛される企業リスト」に選出されている。

## 歴史
1923年、古河電気工業とドイツの電機メーカーであるシーメンス社が発電機と電動機を日本で国産化するため合弁会社として富士電機製造株式会社（現・富士電機株式会社）を創業として設立。社名の富士の「富」は古河グループの「ふ」、「士」はシーメンス社（ドイツ語では「ジーメンス」社）の「じ」に由来する。
当社は、富士電機製造社の電話部所管業務を分離して、1935年6月20日に富士通信機製造株式会社として設立された。1938年に専用の新工場（現在のFujitsu Technology Park・本店）を建設して独立、1965年に資本的にも独立し、1967年に商号を富士通株式会社へ改称した。1978年まで使用されていた社章は、親会社だった富士電機と同様に○の中に小文字アルファベットの“f”と“s”を組み合わせたものである。

旧ロゴ（1972-1988年）

1989年8月21日にロゴマークを現在使われている無限大のマーク「∞」を冠した“FUJITSU”に変更。それまでのロゴは「富士通」が上下を青の長方形に挟まれたロゴで、1972年頃から使用されていた。翌1990年、BP幹部のクリストファー・レイドローの助力により、イギリスのIT企業ICL (英語版) を買収した。
IBMプラグコンパチブル機「FACOM M シリーズ」の成功で、現在の規模へと成長した。官公庁や電話会社、その他大企業向けの大規模システムを得意としている。また、各種コンピュータ、ソフトウェア、電子デバイス、通信設備などを販売している。
富士通グループのブランドプロミスは、創立75周年となる2010年3月29日から「shaping tomorrow with you」となる。それまでのコマーシャルメッセージは、当初は輸出向けの「THE POSSIBILITIES ARE INFINITE」（可能性は無限）であった。社内向けに発行されている「富士通技報」では、「夢をかたちに 信頼と創造の富士通」とそれ以前のコマーシャルメッセージが使用されているが、最近では、松たか子らが出演している、CI広告に「夢をかたちに、富士通」というスローガンを併用して使用していた。また、「らくらくホン7」のTVCMからハイビジョン画面を生かしてサイドのどちらか一方に字幕を挿入した字幕入りCMが放映されており、以降、「FMV」（らくらくパソコン3及び2010年冬モデルESPRIMO・LIFEBOOK）のCMや企業CMでも字幕入りとなっている。合わせて、FMVの2010年冬モデルのTVCMよりブランドプロミスの「shaping tomorrow with you」を表記したサウンドロゴに変更となった（30秒以上のロングバージョンでは「FUJITSU shaping tomorrow with you(シェイピング トゥモロー ウィズ ユー)」とアナウンスされる）。
登記上の本店は神奈川県川崎市中原区のFujitsu Technology Park内にある。
なお、かつての親会社で母体となった現在の富士電機はじめ富士電機グループとは、互いに株を持ち合う、役員を相互に出し合う、同等の取引・パートナー関係、共同で新会社を設立するなど兄弟会社のような関係となっていたが、取締役相互派遣停止を経て、2017年2月に株式相互保有方針の見直しを行い、富士電機保有の富士通株式の売却を発表した。当社保有の富士電機株式も時期を見て売却することとしており、同年9月29日付で売却された。
2008年、シーメンスのコンピュータ関連部門を買収（富士通テクノロジー・ソリューションズ）。
2009年8月27日、フランクフルト証券取引所へ上場廃止を申請。また翌8月28日、スイス証券取引所へ上場廃止を申請。
2009年9月、社長・野副州旦が辞任。富士通はこの時点で辞任の理由を「病気療養のための自発的辞任」と公表した。同月25日、会長・間塚道義が社長を兼任する人事を発表したが、その後、野副が自らの社長辞任の取り消しを求める文書を提出。野副は辞任した日に取締役相談役・秋草直之らから「社長としての不適格性」を理由に辞任を迫られたと主張し、辞任理由を「病気療養のため」とした富士通の説明を否定した。翌年の2010年3月6日、富士通は臨時取締役会にて野副を相談役から解任した。同時に当初の社長辞任の理由を翻し、「当社が関係を持つことはふさわしくないと判断した企業と関係を続けたため」と公表しお家騒動が発覚した。
2009年9月25日、間塚道義が代表取締役会長兼社長に就任。
2010年6月17日、携帯電話事業を東芝と統合させる事を発表した。同年10月1日に、東芝とともに、同社が株式の8割超を持つ新会社・富士通東芝モバイルコミュニケーションズ（のち富士通モバイルコミュニケーションズに社名変更）の事業を開始。富士通は、2009年度の携帯電話出荷台数で日本国内3位であったが、東芝との統合により2位に浮上する。
2010年7月12日、Microsoft（および、日本マイクロソフト）との戦略的協業により、クラウドの世界戦略を強化する事を発表した。
2014年1月31日、ロンドン証券取引所上場廃止。
2015年10月29日、2016年春、PC事業および携帯電話事業を、それぞれ100%子会社にすることを発表した
。
2015年12月、東芝、VAIOとの3社によるパソコン事業を統合する検討に入ったが、2016年4月に破談となった。
2016年2月1日、PC事業を富士通クライアントコンピューティング株式会社、携帯電話事業を富士通コネクテッドテクノロジーズ株式会社にそれぞれ分社化。富士通モバイルは、コネクテッドの子会社に変更された。
2016年11月1日、連結子会社のうち富士通システムズ・イースト、富士通システムズ・ウエスト、富士通ミッションクリティカルシステムズを簡易吸収合併。
2017年11月2日、富士通は富士通クライアントコンピューティングの株式の51%を中国のレノボが取得し、44%を富士通、5%を日本政策投資銀行が保有することで合意したと正式発表した。また、工場は閉鎖せず、同じくレノボに買収されたNECと同様に富士通ブランド（FMV）を維持することになり、製品戦略でも人工知能の導入など独自性を維持するとした。
2018年1月31日、富士通コネクテッドテクノロジーズなどの携帯電話端末事業を投資ファンドのポラリス・キャピタル・グループに売却すると正式に発表した。また、「arrows」ブランドも維持するとした。
2020年7月17日、日本国内サービス市場での更なるビジネス拡大に向けて、10月1日付で富士通Japan株式会社を発足させることを発表した。
2020年10月5日、富士通自身を変革する全社DXプロジェクト「フジトラ」を本格始動。
2021年4月1日、株式会社富士通研究所及び、国内主要SI系グループ会社11社を吸収合併。国内地域企業団体向けソリューションサービス・プロダクト関連事業を富士通Japan株式会社へ会社分割により継承。
2021年10月1日、富士通コンピュータテクノロジーズを吸収合併。
2022年4月1日、富山富士通を吸収合併。
2022年10月27日、PFU、富士通セミコンダクターメモリソリューション、ソシオネクストに続いて、新光電気工業、富士通ゼネラル、FDKについても、持ち株を売却し、これらの子会社のカーブアウトや他社との資本・業務提携を検討していることを2022年度第2四半期の決算説明会資料で明らかにした。
2023年8月日、富士通特機システム、富士通ディフェンスシステムエンジニアリング、富士通システム統合研究所を統合合併し、富士通ディフェンス&ナショナルセキュリティを設立。
2023年9月22日、本社機能を東京都港区から神奈川県川崎市に移転する事を発表した。
2023年12月12日、新光電気工業を政府系ファンドの産業革新投資機構（JIC）連合に売却すると発表した。JICは子会社のJICキャピタル（JICC）を通じ、大日本印刷、三井化学と共同で全株式を取得する。買収額は約6850億円で、新光電気工業への出資比率はJICCファンドが80％、大日本印刷が15％、三井化学が5％となる。
2024年4月1日、富士通クラウドテクノロジーズを吸収合併。

## 主な製品

### コンピュータ

#### オープン系サーバ
- Σ-Station
- DS/90 7000シリーズ
- FUJITSU Sファミリ
- GRANPOWER
- PRIMEPOWER
- SPARC Enterprise
- SPARC Servers

#### IAサーバ
- PRIMERGYシリーズ（旧GP5000シリーズ） - PCサーバ
- PRIMEQUESTシリーズ
- PRIMERGY 6000シリーズ（旧GP6000シリーズ） - FACOM Kシリーズの後継となるオフコン/ビジネスサーバ

#### ミニコンピュータ
- FUJITSU Aファミリ（スーパーミニコン）

#### メインフレーム
- FACOM 230シリーズ
- FACOM 270シリーズ
- FACOM Mシリーズ
- FUJITSU GSシリーズ
- FUJITSU PRIMEFORCEシリーズ
- FUJITSU PRIMEQUEST(OSIV/XSP動作機構)

#### スーパーコンピュータ
- VPシリーズ
- VPPシリーズ

#### ストレージシステム
- ETERNUSシリーズ

#### フォールトトレラント・ノンストップシステム
- SUREシリーズ

#### 超並列マシン
- AP1000
- AP3000

### その他コンピュータ関係
- 親指シフト

#### ワープロ専用機
- OASYS
- OASYS-V（PC/AT互換機にOASYSを実装した機種。のちに、FMVにOASYS用のROMを実装したFMV-DESKPOWER DCシリーズに移行）

#### ソフトウェア
- AIM
- TRIOLE（システム中核基盤製品群）
  - Interstageシリーズ
  - Systemwalkerシリーズ
  - Symfoware Serverシリーズ
- Horizon （英国郵便局向け会計パッケージ）
- GLOVIAシリーズ
- TeamWAREシリーズ
- MyOFFICEシリーズ
- Japanist（旧OAK）
- NetCOBOL
- Jasmine
- OASYS（FMR用・TownsOS用の「FM-OASYS」と、Windows用の「OASYS/Win」はV3.0から「OASYS for Windows」を経てV5.0から「OASYS」）
- ATLAS
- PowerGRES Plus
- TEO
- Poynting
- FENCEシリーズ

#### マイコンキット
- LKit-8 - パナファコム (現: PFU)製
- LKit-16 - パナファコム (現: PFU)製

#### ハードディスクドライブ
- MH シリーズ 2.5インチモバイル
- MA シリーズ 2.5インチ/3.5インチ エンタープライズ

不採算事業の為、2009年10月1日をもってドライブ事業は東芝へ、記憶媒体事業は昭和電工へ事業を譲渡した。なお、東芝に譲渡したタイの生産拠点（東芝ストレージデバイス・タイ社）がウェスタン・デジタル (WD)の日立グローバルストレージテクノロジーズ (現: HGST) の買収後にHGSTの3.5インチHDD製造設備等と引き換えにWDに譲渡されている。

### 集積回路
かつては半導体企業として、1983年にデジタル信号処理プロセッサMB8764を、1986年にフロッピーディスクコントローラMB8877を開発、またセカンドソーサとしてインテル社のi80286を製造するなどした。特に特定用途向け集積回路（ASIC）の世界最大手メーカーとして知られており、他メーカーから発注を受けて製造する受託生産事業（ファウンドリ）も行っていた。しかし平成以降弱体化し、2000年代よりは撤退している。具体的には、まず富士通セミコンダクターとして残存していた半導体事業を分社化し、設計部門はパナソニックとの合弁でソシオネクスト社として再び分社化、製造部門はUMCなど同業の米・台メーカーらに売却している。
半導体メモリの事業に関しては、市場環境が厳しくなった1990年代以降自前で投資できず、DRAMにおいて韓国・現代電子（現SKハイニックス）、フラッシュメモリにおいては米国・AMD社と提携したが、いずれも既に撤退に至った。AMDとの合弁会社であったSpansion社には、その後マイコンとアナログ半導体の事業も売却している。2022年には、強誘電体メモリ（FeRAM）と抵抗変化型メモリ（ReRAM）の事業会社「富士通セミコンダクターメモリソリューション株式会社」の株式を国内投資ファンド「ティーキャピタルパートナーズ株式会社」に売却した。
凋落の原因としては、IBM PC互換機の時代となり海外の半導体メーカーが台頭したこと、国や本社が半導体を理解しなかったことが挙げられる。

### 携帯端末

#### PDA
- INTERTOP
- INTERTOP CX(Windows CE)
- Pocket LOOX(Windows CE)

#### 携帯電話・PHS・スマートフォン

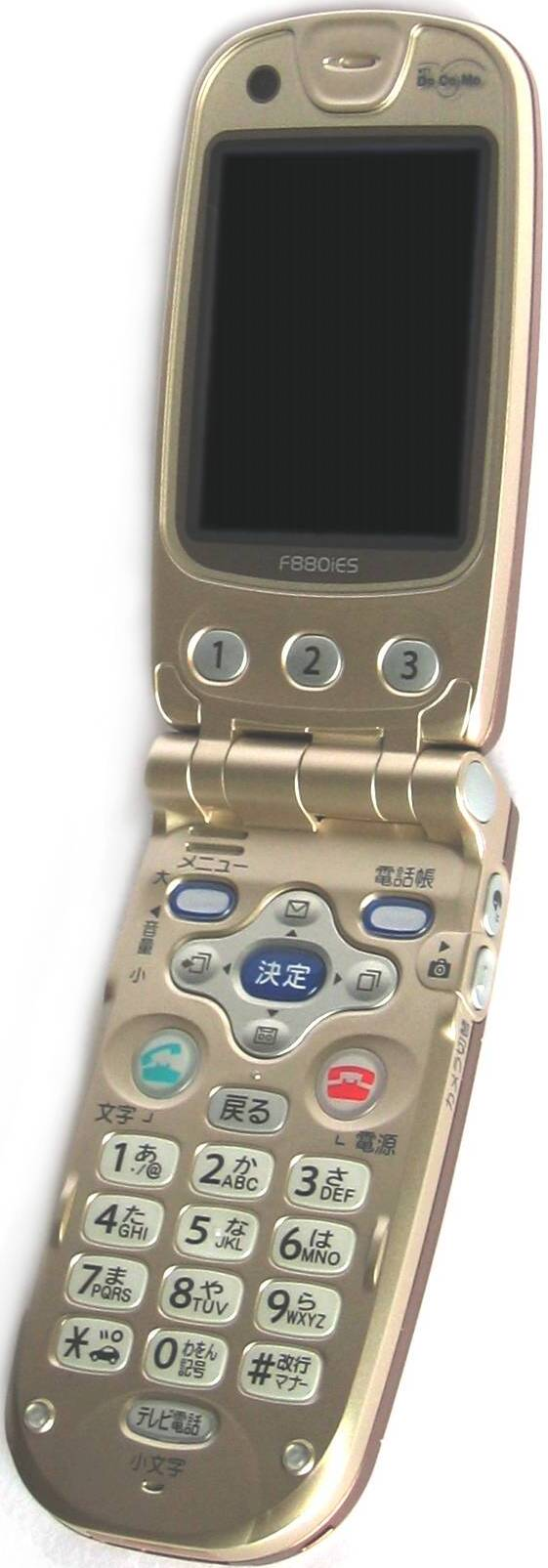
ベストセラーとなったFOMAらくらくホン

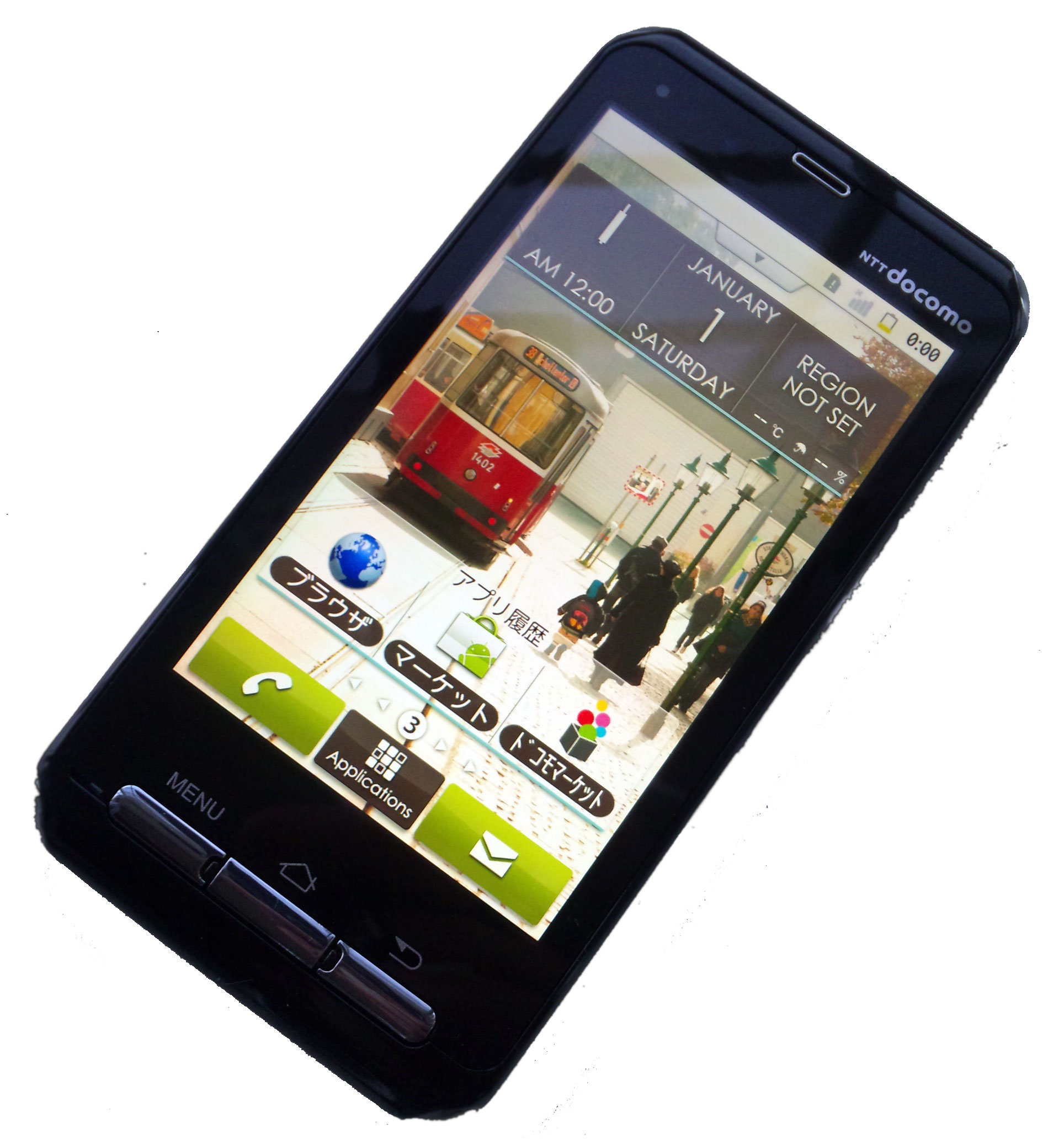
富士通初のAndroid搭載スマートフォン F-12C

NTTドコモ向け
2016年2月以降に発売された端末は、当該事業の移管先である富士通コネクテッドテクノロジーズが製造販売を担当している。
- 自動車電話101型（NTT現行方式とNTT大容量方式に対応した、アナログ方式。パナソニック モバイルコミュニケーションズ（松下通信工業）・NECとの共同製造した端末。これと同じハンドセットを電池パックにセットすると、ショルダーフォン101型となる）
- 自動車電話20x型（NTT現行方式とNTT大容量方式に対応した、アナログ方式。これと同じハンドセットを電池パックにセットすると、ショルダーフォン20x型となる）
- アナログムーバF、F2、F3（NTT現行方式とNTT大容量方式に対応した、アナログ方式）
- デジタルムーバF、FII（PDC方式）
- F1xx : F101、F151、F153、F156（PDC方式。800MHZ帯の携帯電話端末のF10xと1.5G帯携帯電話端末（シティフォン／シティオ）のF15xがある）
- F2xx（PDC方式）: F201、F203、F205、F206、F207、F208
- F2xxi(S)（iモード対応PDC方式）：F209i、F210i、F211i、F212i
- F50xix（PDC方式）：F501i、F502i、F503i、F503iS、F504i、F504iS、F505i、F505iGPS、F506i
- 高級志向携帯電話 : F601ev（PDC方式）
- F70xi (FOMA)：F700i、F700iS、F702iD、F703i、F704i、F705i、F706i
- F2051 (FOMA)
- F2102V (FOMA)
- F240x（FOMAモバイルカード）：F2402
- F90xi (FOMA)：F900i、F901iC、F901iS、F902i、F902iS、F903i、F904i、F905i、F906i
- F90xix（FOMA。Bluetooth対応の携帯電話端末やおサイフケータイが搭載した携帯電話端末）：F900iC、F900iT、F903iX HIGH-SPEED
- F903iBSC・F-10B（セキュリティ重視のためそれぞれF903i、F-08Bからカメラなどを撤去した法人専用携帯電話端末）
- F905iBiz・F-06A（セキュリティ重視のためそれぞれF905i、F906iから一部機能を撤去した法人専用携帯電話端末。カメラは搭載されている）
- モバイルF（PDC方式。普通の携帯電話端末に、モバイルカードが搭載した携帯電話端末）
- らくらくホン（P601esの他は）全機種（らくらくホンII (F671i)、らくらくホンIIS (F671iS)、らくらくホンIII (F672i)）
- FOMAらくらくホン（らくらくホンシンプル (D880SS)の他は）全機種（FOMAらくらくホン (F880iES)、FOMAらくらくホンII (F881iES)、FOMAらくらくホンIII(F882iES)、らくらくホンベーシック (F883i)、らくらくホンIV (F883iES)、らくらくホンプレミアム (F884i)、らくらくホンV (F884iES)、らくらくホンベーシックII(F-07A)、らくらくホン6(F-10A)、らくらくホン7(F-09B)、らくらくホンベーシック3(F-08C))、らくらくスマートフォン(F-12D)、らくらくスマートフォン2(F-08E)
- キッズケータイ:F801i、F-05A
- スマートフォン (F1100)
- docomo STYLE series：F-02A、F-08A、F-02B、F-07B、F-08B、F-02C、F-04C、F-05C、F-02D、F-04D、F-06D/Girl'S、F-01E
- docomo PRIME series：F-01A、F-03A、F-09A、F-01B、F-04B、F-06B、F-01C
- docomo SMART series：F-04A、F-03B、F-03C
- docomo NEXT series：F-05D、F-07D、T-02D、F-10D、F-02E
- docomo with series：F-12C、T-01D、F-03D/Girl's、F-09D、F-11D、F-03E、F-04E
- ドコモ スマートフォン：F-06E、F-07E
- ドコモ タブレット : F-01D、F-05E
- F-05B（バーコードスキャナ一体型法人専用スマートフォン端末）
- ビジネスケータイ：F-06A、F-10B
- Windows 7 ケータイ : F-07C
- Xi（クロッシィ）データ通信端末： F-06C

ウィルコム向け
- AH-F401U （エアーエッジデータ通信専用型端末）
- エアーエッジイン通信モジュール

KDDI・沖縄セルラー電話連合(各auブランド)向け
au、ソフトバンク、イー・モバイル向け端末の製造は富士通モバイルコミュニケーションズが担当。
富士通単体としても日本移動通信・DDIセルラーグループに供給していた。
- スマートフォン(ISシリーズ、ビジネススマートフォン等)：ISW11F（CDMA FJI11）(モバイルWiMAX)、IS12F（CDMA FJI12）、ISW13F（CDMA FJI13）(モバイルWiMAX)、FJL21
- 携帯電話(CDMA 1X WIN、ビジネスケータイ等)：E09F（CDMA E09F）、F001（CDMA FJ001）

ソフトバンク向け
富士通単体としては後述のとおりデジタルホン向けへの供給経験がある。
- SoftBank 101F、SoftBank 201F、SoftBank 202F

イー・モバイル向け
- EM01F

海外向け
らくらくスマートフォン（F-12D）をベースとした「Fujitsu STYLISTIC S01」を2013年6月にフランスのOrange向けに供給予定である。
かつてはデジタルホングループ、ツーカー（廃業）にも供給していた。

### その他通信関係

#### 電話交換機
- IP Pathfinder
- LEGEND-V

#### ネットワーク機器
- Si-Rシリーズ（ルーター）
- NetVehicleシリーズ（ルータ）
- SR-Sシリーズ（L3, L2スイッチ）
- IPCOMシリーズ（ファイアウォール）

#### ネットワークサービス
- FENICS II（IP-VPN, 広域イーサ, フレッツVPN, 日本国外専用線, モバイル）

### ATM
販売のみ。製造は富士通フロンテックが行っている。ATMのシェアでは大手に属する。防犯上、機器仕様は公開していない。
- FACTシリーズ
- Conbrioシリーズ

## 製造・研究拠点
- 青森システムラボラトリ（青森県青森市）
- Fujitsu Solution Square（東京都大田区）
- Fujitsu Technology Park（神奈川県川崎市中原区） - 登記上の本店所在地
- Fujitsu Development Center（神奈川県川崎市幸区）
- 小山工場（栃木県小山市）
- 那須工場（栃木県大田原市）
- 沼津工場（静岡県沼津市）
- 関西システムラボラトリ（大阪市中央区）
- 明石工場（兵庫県明石市）
- 高知富士通テクノポート（高知県南国市）
- 九州R&Dセンター（福岡県福岡市早良区）

## 主要関連企業
※全て株式会社である。

### 日本国内のグループ会社

#### 上場企業
- 富士通ゼネラル （東京証券取引所プライム市場上場・持分法適用会社）

#### 連結会社
- 富士通アイソテック
- 富士通Japan
- エフサステクノロジーズ
- 富士通ネットワークソリューションズ
- 富士通フロンテック
- ジスインフォテクノ
- 富士通ディフェンス&ナショナルセキュリティ
- トータリゼータエンジニアリング
- 富士通ラーニングメディア
- トランストロン
- 川崎フロンターレ（富士通サッカー部が前身）
- デジタルプロセス
- 富士通ホーム&オフィスサービス
- モバイルテクノ
- ジー・サーチ
- ITマネジメントパートナーズ
- 富士通パーソナルズ
- 新光電気工業

##### 持分法適用会社
- ＦＣＬコンポーネント（持分法適用会社）
- 富士通アイ・ネットワークシステムズ（持分法適用会社）
- 富士通クライアントコンピューティング（持分法適用会社）
- 島根富士通（富士通クライアントコンピューティング子会社　持分法適用会社）

### 日本国外のグループ会社
- 富士通テクノロジー・ソリューションズ

日本の富士通とドイツのシーメンスが折半出資した会社。本社はオランダのマールセン。2009年4月を目処に、シーメンスが合弁事業より撤退し、富士通が完全子会社化。
- Fujitsu Services Limited (英国) [38]

### グループ外の主な出資会社
- アドバンテスト (10.09%)[注釈 5]
- デンソーテン（14.0%） - 旧富士通テン。
- 都築電気 (10.86%) 東証2部上場 - 富士通マーケティングに続いて、富士通ディーラーの中で売上2位。オーナー一族だった都築省吾が社長を退いてからは、富士通が筆頭株主となっている。
- 大興電子通信 (14.86%) 東証2部上場 - 富士通ディーラー売上3位。元々は大和証券グループだが、富士通の保有株比率が最も高いディーラーの一社となる（富士通マーケティング（旧富士通ビジネスシステム）を除く）。又、富士通出身者である高橋が社長を務めていることもあり、富士通の子会社色が比較的強いと言われる。
- 高見沢サイバネティックス（15.46%、間接含む）

## 広報・広告

### 協賛・スポンサー
- 世界囲碁選手権富士通杯（読売新聞社主催 囲碁の世界選手権）
- 富士通杯達人戦（週刊朝日主催 将棋のシニア戦:非公式）- 将棋界への貢献に対して、日本将棋連盟から第18回大山康晴賞を授与された。
- 川崎富士見球技場（旧：川崎球場）（命名権を取得し「富士通スタジアム川崎」と改称、2015年4月より）
- ミニ四駆ジャパンカップ(このため、公式ルール上タミヤブランド電池しか使用できない中、ジャパンカップでは例外的に富士通乾電池の使用が解禁されている。)
- 川崎フロンターレ（ユニフォームスポンサー）
- 富士通レディース（冠スポンサー）

### 提供番組（過去に提供された番組も含む）
現在
- 世界の車窓から（一社提供）
- ファイト!川崎フロンターレ

過去
- ザ・コンピニオン→ハロー!コンピニオン
- ニュースハイライト
- ビジネスマンNEWS（初期は当社の一社提供）
- 日経スペシャル ガイアの夜明け
- 吉川なよ子の爽やかゴルフ→塩谷育代のゴルフ魅せます（古河グループの1社として提供に参加）
- ザ・ロードショー→火曜ロードショー→火曜ビッグシアター
- 水曜ロードショー
- 情報スペースJ
- スーパーサッカー
- JNN報道特集
- WBS※PT
- 三井住友VISA太平洋マスターズ（2013年）
- ダンロップフェニックストーナメント（2009年 - 2013年） など

### 歴代CMキャラクター
- タモリ(FM77他)
- 高見山大五郎(OASIS)
- サザンオールスターズ(富士通テレホン)
- 南野陽子(FM77AV40EX他)
- 森本毅郎
- 山田邦子
- 宮沢りえ
- 観月ありさ
- 坂田利夫(タッチおじさんの声優として出演)
- 高倉健
- 倍賞千恵子
- 木村拓哉
- 岸部一徳
- 松たか子
- EXILE
- 大竹しのぶ(らくらくホンシリーズ)

## 社会関連

### スポーツ
- 富士通フロンティアーズ（アメリカンフットボールチーム。Xリーグ1部所属）
- 富士通レッドウェーブ（女子バスケットボールチーム。バスケットボール女子日本リーグ（Wリーグ）所属）
- 富士通レッドウルブズ（男子バスケットボールチーム。SB1リーグ所属）
- 富士通陸上競技部
- 富士通カワサキレッドスピリッツ（男子バレーボールチーム。Vリーグ所属）
  - かつての9人制バレーボール男子部は、全国タイトル計35回（歴代最多タイ、都市対抗4回・全日本実業団9回・国体8回・全日本総合8回・桜田記念6回）を誇る強豪と知られる。
- 樋口久子所属契約プロゴルファー
- 藤本麻子所属契約プロゴルファー

### 社会貢献活動
- 環境省エコチル調査企業・団体サポーター（2011年-）

## 関連人物
- 佐々木伸彦（元執行役員副会長、第13代日本貿易振興機構理事長、元経済産業審議官、元経済産業省通商政策局長）
- 富田達夫（元代表取締役副社長、情報処理推進機構理事長、第28代情報処理学会会長）
- 本田博文（元社員、大分県日出町長）
- 松苗竜太郎（元NHKアナウンサー）

## 不祥事
- 2021年12月16日、富士通は全日本実業団対抗駅伝競走大会で優勝した優勝旗を紛失したと発表[39]。日本実業団陸上競技連合を訪問した平松浩樹常務は「全て会社の責任にある」と謝罪した。

### システムのトラブル
- 2000年から2014年、イギリスで900人以上の郵便局長が横領や不正経理の無実の罪を着せられた。原因は富士通UK（旧インターナショナル・コンピューターズ・リミテッド（英語版））の会計システム「ホライゾン」の欠陥で、窓口の現金とシステム上の記録額に不整合が発生していた。リシ・スナク首相に「イギリス史上最大の冤罪事件」とも呼ばれた[40]。これを受けて，2024年1月19日には，英政府案件の入札停止を発表するに至った[41]。

- 2020年10月1日、富士通の株式売買システム「arrowhead」を使用している東京証券取引所でシステム障害が発生。障害の影響で、全銘柄の取引が終日停止となった[42]。

- 2023年3月から、富士通JapanのMICJETコンビニ証明書交付サービス及び周辺関連サービスにおいて、立て続けにトラブル（過去の同公表含む）が続いている。（詳細は富士通Japan#不祥事）
- 2023年6月30日、総務省は富士通のサイバーセキュリティ対策に不備があったとして、同社を行政指導した[43]。

### 労働問題・過労死
- 2006年7月、富士通社員の男性（当時28歳）が自殺したのは過労が原因として、横浜市の両親が労災申請していた事件で、請求を認めなかった厚木労働基準監督署が一転して過労自殺と認定していた事が分かった[44]。
- 2012年8月、富士通の課長だった男性（当時42歳）が昨年4月、急性心不全で死亡したのは東日本大震災の対応に追われた長時間労働が原因だったとして、三田労働基準監督署（東京）が労災認定した[45]。

### 個人情報漏洩
- 2024年3月15日、富士通社内の業務用端末がマルウェアに感染しており、社内情報ファイルを不正に持ち出すことが可能な状態であったことを報告[46]。同年7月9日に調査結果を公表し、報告時点での対策内容について記載した[47]。